# Народна медицина
Народна медицина, офіційно — нетрадиційна медицина або цілительство (також інколи традиційна медицина) — набір медичних знань, лікувально-профілактичних практик та навколомедичних вірувань (зна́харство), що виникли до сучасної доказової медицини та продовжують розвиватися паралельно з нею як альтернативна медицина.
За визначенням ВООЗ, народною медициною є «практики, знання та вірування з охорони здоров'я, що включають використання рослин, тварин, мінералів, духовних практик, терапії руками, вправи, застосовані окремо або разом, з метою лікування, діагностування та запобігання хворобам та підтримки здоров'я».
Найпоширенішою формою народної медицини є траволікування, на основі якого розвинулися різноманітні системи, пов'язані з культурами окремих народів, наприклад Аюрведа, традиційна китайська, тибетська, монгольська, африканська медицина та багато інших.
Фітотерапія, гірудотерапія, рефлексотерапія, апітерапія — методи, котрі мають високу ефективність у комплексному лікуванні різних захворювань, можуть давати позитивний результат, за відсутності такого після лікування в офіційній медицині, знижувати ризик цереброваскулярних ускладнень, є незамінними в медичній реабілітації хворих, чим зменшують кількість інвалідизації населення, а отже, мають позитивний вплив на якість життя та здоров'я хворих.

## Цілительство в Україні
31 липня 1998 року Указ Президента України № 823/98 «Про заходи щодо врегулювання діяльності у сфері народної й нетрадиційної медицини» започаткував створення Комітету з питань народної та нетрадиційної медицини у структурі Міністерства охорони здоров'я України. Контроль за використанням засобів масової інформації особами, які практикують у сфері народної й нетрадиційної медицини доручено Міністерству інформації України. Контроль над дотриманням законодавства особами, які займаються медичною практикою у сфері народної та нетрадиційної медицини доручено Генеральній прокуратурі.
Станом на 2015 рік офіційно народною та нетрадиційною медициною можуть займатися лікарі, які пройшли спеціалізацію народна та нетрадиційна медицина і працюють на посаді лікаря народної та нетрадиційної медицини в ліцензованих медичних закладах, або як приватні підприємці, якщо вони отримали ліцензію МОЗ України на медичну практику народна та нетрадиційна медицина.
Право на заняття народною медициною (цілительством) мають тільки ті особи, без спеціальної медичної освіти, які отримали спеціальний дозвіл на заняття народною медициною (цілительством), виданий Міністерством охорони здоров'я України або уповноваженим ним органом. Кваліфікаційні вимоги до осіб, які займаються народною медициною (цілительством), порядок заняття народною медициною (цілительством), порядок видачі та анулювання спеціального дозволу на заняття народною медициною (цілительством) встановлюються Міністерством охорони здоров'я України. Спеціальний дозвіл на заняття народною медициною (цілительством) може бути анульований за рішенням органу, що його видав, або за рішенням суду.
Для осіб, які не мають вищої медичної освіти, згідно з наказом МОЗ України № 822 від 23.09.2013 р. правом займатися народною та нетрадиційною медициною мають особи, які отримали такі документи:
1. Атестаційно-експертний висновок із зазначенням дати контрольної атестації та експертизи, конкретного виду медичної діяльності, фаху лікаря, разом з яким має проводитись медична діяльність та захворювання, при лікуванні яких виявлено позитивний результат;
2. Спеціальний дозвіл із народної та нетрадиційної медицини;
3. Ліцензія МОЗ України на медичну практику за спеціальністю «народна і нетрадиційна медицина».

До загально дозволених видів медичної діяльності у галузі народної та нетрадиційної медицини не належать:
- лікування онкологічних хворих;
- лікування хворих на інфекційні захворювання у т.ч. венеричні та заразні шкірні, СНІД;
- лікування хворих на наркоманію;
- лікування психічно хворих, які потребують невідкладної госпіталізації;
- видавання висновку про психічний стан здоров'я;
- догляд та лікування ускладнень вагітності;
- хірургічні втручання, зокрема аборти;
- проведення розрахованих на масову аудиторію лікувальних сеансів та інших аналогічних їм заходів з використання методу гіпнозу та інших методів психічного або біоенергетичного впливу.

Законодавством передбачена індивідуальна підприємницька діяльність приватних осіб в галузі охорони здоров'я при наявності необхідної матеріально-технічної бази та кваліфікованих працівників. Наказом Міністерства охорони здоров'я України «Про затвердження Положення про організацію роботи цілителя, який здійснює медичну діяльність в галузі народної та нетрадиційної медицини» № 36 від 11.02.1998 р. дозволено здійснювати таку діяльність особам, які мають цілительські здібності, яким визначено умови та організація їх роботи.
Відповідно до законодавства, лікар зобов'язаний вести медичну документацію згідно з вимогами МОЗ України (за формами № 025/у, № 003/у), та контролювати оформлення облікової документації цілителем. Цілитель повинен вести журнал обліку діагностично-лікувальних сеансів, процедур, де зазначає паспортні дані пацієнтів (ПІБ, вік, стать, місце проживання), діагностичний висновок, обсяг лікувальних процедур, спостереження за динамікою стану здоров'я та висновок щодо ефективності наданого лікування. При першому зверненні хворий має також заповнити поінформовану згоду пацієнта, де включена згода на обробку персональних даних форма № 0036/о.
Згідно із даними МОЗ України за 2011 р., оприлюднених ТСН, станом на 2011 рік в Україні офіційно зареєстровано 5 тис. цілителів, а реальна кількість спеціалістів, які практикують в галузі народної та нетрадиційної медицини становила близько 60 тис..

### Неврегульованість в правовому полі
В правовому полі України існує ситуація, що в галузі народної та нетрадиційної медицини деякі цілителі, які мають спеціальні дозволи, наймають на роботу дипломованих лікарів, оскільки, згідно із законодавством, не можуть працювати без лікаря, таким чином вони отримують ліцензії на свою діяльність. Насправді ж цілитель стає керівником лікаря, цілителі самостійно приймають пацієнтів, нерідко організовуючи великі прийоми, часто не маючи достатньої бази знань із фізіології та анатомії людини, роблять серйозні помилки в лікувальному процесі. У разі ж подання хворим судових позовів відповідальність несе найнятий лікар, а не цілитель, оскільки, згідно із законом, цілитель підпорядковується лікарю. Для подачі рекламного оголошення потрібно вказати тільки номер і надати ксерокопію медичної ліцензії, яку цілителі часто оформляють на приватне підприємство, де має бути зареєстрований хоч один лікар. А от документів про освіту у таких осіб, законодавство про рекламу не вимагає. Внаслідок, такі цілителі, часто не маючи ні медичної освіти, ні наукового ступеня виступають у засобах масової інформації та називають себе «народним лікарем», «професором народної медицини» тощо, вводячи в оману людей.

## Критика

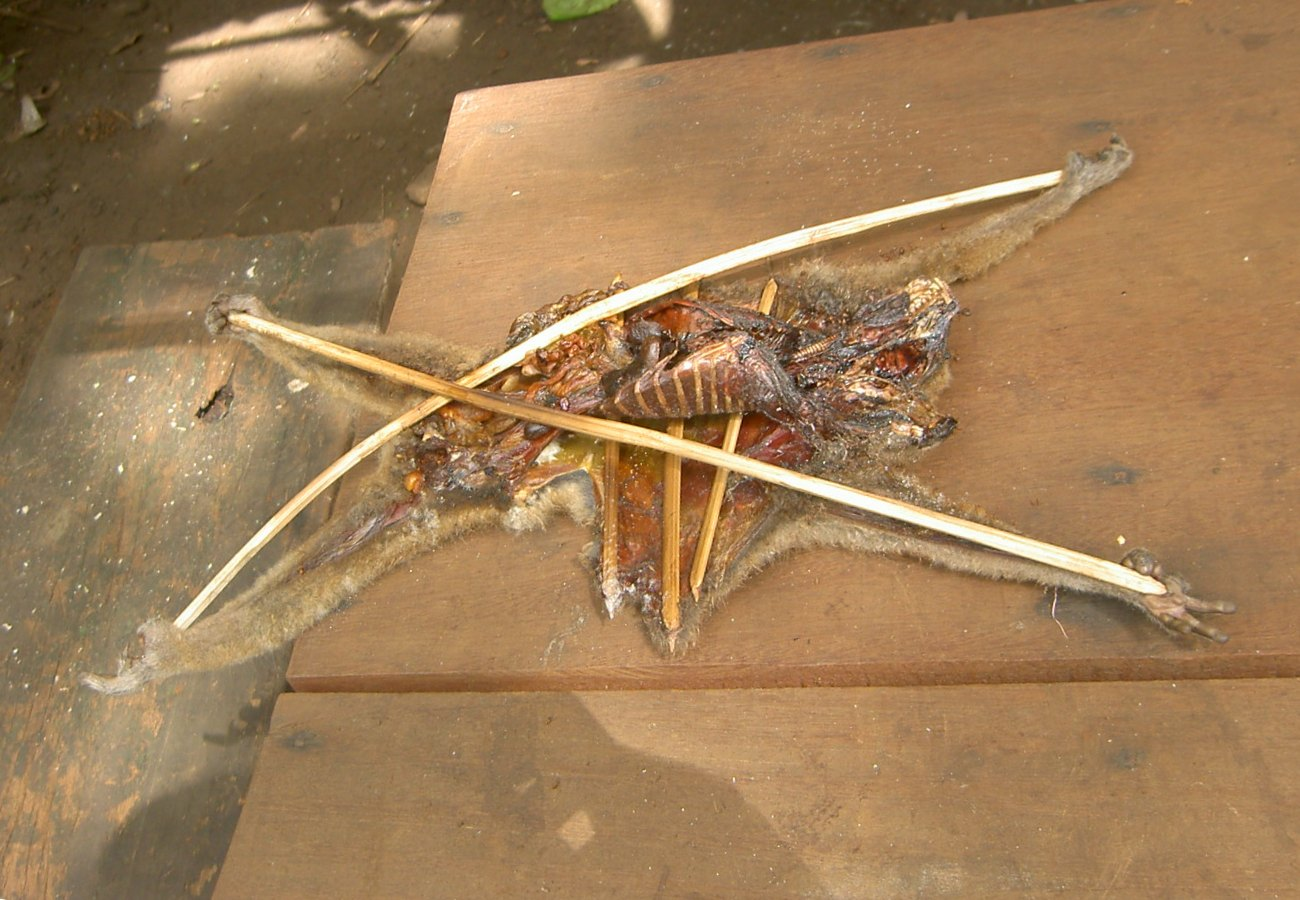
Сушіння туші товстого лорі, якого широко використовують у народній медицині Південно-Східної Азії

Хоча в 130 країнах світу існують нормативні акти щодо використання народної медицини, існують ризики, пов'язані з її застосуванням (наприклад, зоонози, оскільки деякі традиційні ліки все ще використовують речовини тваринного походження). Існує поширена думка, що оскільки ці ліки є природніми, то вони безпечні, але з використанням рослинних препаратів пов'язані численні ризики.

### Використання видів, що перебувають під загрозою зникнення
Тварин, що перебувають під загрозою зникнення, таких як товстий лорі, іноді вбивають для виготовлення народних ліків. Згідно з заявами практикуючих цілителів, місцевих мисливців та крамарів Камбоджі лорі «лікують 100 хвороб». Опитування, проведене приматологом Анною Некаріс та її колегами (2010), показало, що ці переконання настільки стійкі, що більшість респондентів висловили небажання розглядати альтернативи лікарським засобам на основі лорі.

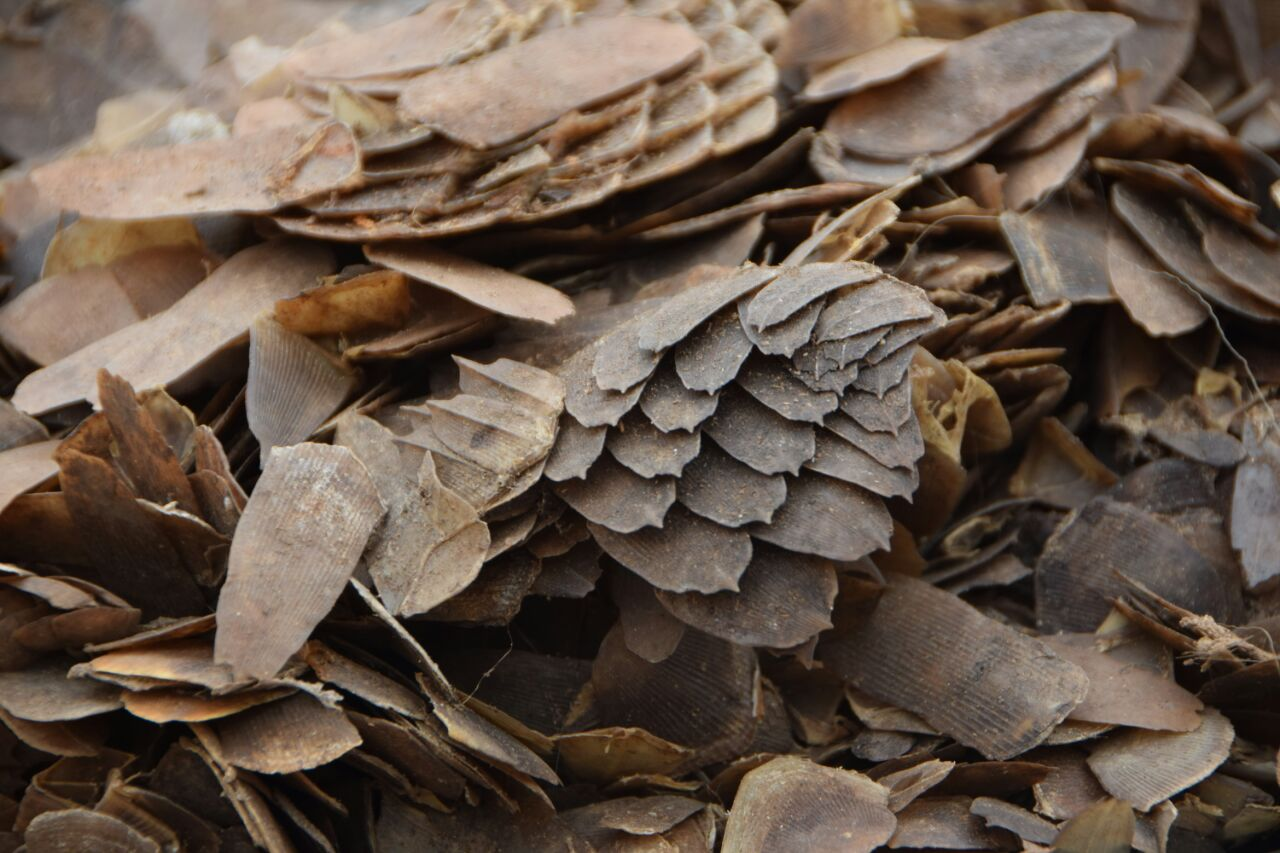
Конфіскована на чорному ринку луска панголіна, затребувана у традиційній китайській медицині, що має бути знищена владою Камеруну у 2017 році

Акулячі плавники також використовуються в народній медицині, і хоча їхня ефективність не доведена, це шкодить популяції акул та їхній екосистемі. Противники цієї практики також ставлять питання про шкоду для здоров'я від споживання високого рівня ртуті, яка, як повідомляється, міститься в акулячих плавниках. Некомерційна науково-дослідча організація 501(c)(3) заявляє: «Токсини концентруються в організмі тварин, коли вони просуваються вгору по харчовому ланцюгу. Оскільки акули є одними з найбільших і найдовше живучих видів в океані, вони займають високу позицію в харчовому ланцюзі, тому вони споживають величезну кількість токсинів, які накопичилися в їхній здобичі».
Нелегальна торгівля слоновою кісткою частково пов'язана зі споживачами традиційної китайської медицини. Попит на слонову кістку є величезним фактором браконьєрства на зникаючі види, такі як носороги та слони.
Браконьєри південного Китаю та В'єтнаму полюють на панголінів заради їхнього м'яса і луски, які використовуються в народній медицині. Незаконний обіг панголінів оцінюється у 100 000 туш на рік і понад мільйон за останнє десятиліття. Вони є найбільш продаваними ссавцями у світі.

### Право
- Закон України «Основи законодавства України про охорону здоров'я» Стаття 741. Право на зайняття народною медициною (цілительством). Станом на  2023 чинний
- Наказ МОЗ України від 23 вересня 2013 року № 822 «Про порядок видачі атестаційно-експертного висновку, що підтверджує наявність в особи цілительських здібностей» Станом на  2023 чинний.
- Пунда, О. О. (2006). Правове регулювання у сфері нетрадиційної медицини (PDF). Університетські наукові записки (науковий часопис)  (укр.). Хмельницький економічний університет. 1 (17): 88−90. ISSN 2078-9165.
- Радиш, Я. Ф.; Євтушенко, В. В. (2015). Українська народна медицина як національний феномен: Генеза та перспективи розвитку (до проблеми державного управління у сфері народної медицини і цілительства) (PDF). Інвестиції: практика та досвід (укр.). 12: 64−71.
- Похмурська-Гудим, Н. (2015). Аналіз правового механізму державного управління народною та нетрадиційною медициною в Україні (PDF). Ефективність державного управління (збірник наукових праць)  (укр.) (43): 220—226.